# Уайт-Бэр (тауншип, Миннесота)
Уайт-Бэр (англ. White Bear) — тауншип в округе Рамси, Миннесота, США. На 2000 год его население составило 11 293 человека.

## География
По данным Бюро переписи населения США площадь тауншипа составляет 28,0 км², из которых 19,3 км² занимает суша, а 8,7 км² — вода (31,12 %).

## Демография
По данным переписи населения 2000 года здесь находились 11 293 человека, 4010 домохозяйств и 3151 семей.  Плотность населения —  1 584,5 чел./км².  На территории тауншипа расположено 4086 построек со средней плотностью 211,5 построек на один квадратный километр. Расовый состав населения: 97,14 % белых, 0,41 % афроамериканцев, 0,22 % коренных американцев, 1,20 % азиатов, 0,02 % c Тихоокеанских островов, 0,33 % — других рас США и 0,68 % приходится на две или более других рас. Испанцы или латиноамериканцы любой расы составляли 1,19 % от популяции тауншипа.
Из 4010 домохозяйств в 40,8 % воспитывались дети до 18 лет, в 68,2 % проживали супружеские пары, в 7, 7% проживали незамужние женщины и в 21,4 % домохозяйств проживали несемейные люди. 17,2 % домохозяйств состояли из одного человека, при том 5,4 % из — одиноких пожилых людей старше 65 лет. Средний размер домохозяйства — 2,81, а семьи — 3,20 человека.
29,0 % населения — младше 18 лет, 6,9 % — в возрасте от 18 до 24 лет, 30,5 % — от 25 до 44, 25,1 % — от 45 до 64, и 8,6 % — старше 65 лет. Средний возраст — 38 лет. На каждые 100 женщин приходилось 98,5 мужчин.  На каждые 100 женщин старше 18 приходилось 96,1 мужчин.
Средний годовой доход домохозяйства составлял 70 000 долларов, а средний годовой доход семьи —  79 171 доллар. Средний доход мужчин —  50 472  доллара, в то время как у женщин — 35 408. Доход на душу населения составил 28 847 долларов. За чертой бедности находились 2,3 % семей и 2,8 % всего населения тауншипа, из которых 2,5 % младше 18 и 2,7 % старше 65 лет.